# Sault-de-Navailles
Pour les articles homonymes, voir Sault et Navailles (homonymie).
Sault-de-Navailles (prononcer [so də navaj] ; en béarnais Saut-de-Navalhas ou Saut-de-Nabalhes) est une commune française située dans le département des Pyrénées-Atlantiques, en région Nouvelle-Aquitaine.
Le gentilé est Saultois.

## Géographie

### Localisation
La commune de Sault-de-Navailles se trouve dans le département des Pyrénées-Atlantiques, en région Nouvelle-Aquitaine.
Elle se situe à 42 km par la route de Pau, préfecture du département, et à 25 km d'Artix, bureau centralisateur du canton d'Artix et Pays de Soubestre dont dépend la commune depuis 2015 pour les élections départementales.
La commune fait en outre partie du bassin de vie d'Orthez.
Les communes les plus proches sont : 
Lacadée (2,4 km), Marpaps (2,5 km), Bonnegarde (3,1 km), Beyries (3,6 km), Bassercles (4,0 km), Castaignos-Souslens (4,3 km), Labeyrie (4,3 km), Sallespisse (4,5 km).
Sur le plan historique et culturel, Sault-de-Navailles fait partie de la province du Béarn, qui fut également un État et qui présente une unité historique et culturelle à laquelle s’oppose une diversité frappante de paysages au relief tourmenté.

### Communes limitrophes
Les communes limitrophes sont  Balansun, Bassercles, Beyries, Bonnegarde, Castaignos-Souslens, Labeyrie, Lacadée, Marpaps, Mesplède et Sallespisse.
| Marpaps (Landes)    | Castaignos-Souslens (Landes) | Beyries Bassercles (Landes) |
| Bonnegarde (Landes) | Sault-de-Navailles           | Labeyrie, Lacadée           |
| Sallespisse         | Balansun                     | Mesplède                    |

### Hydrographie

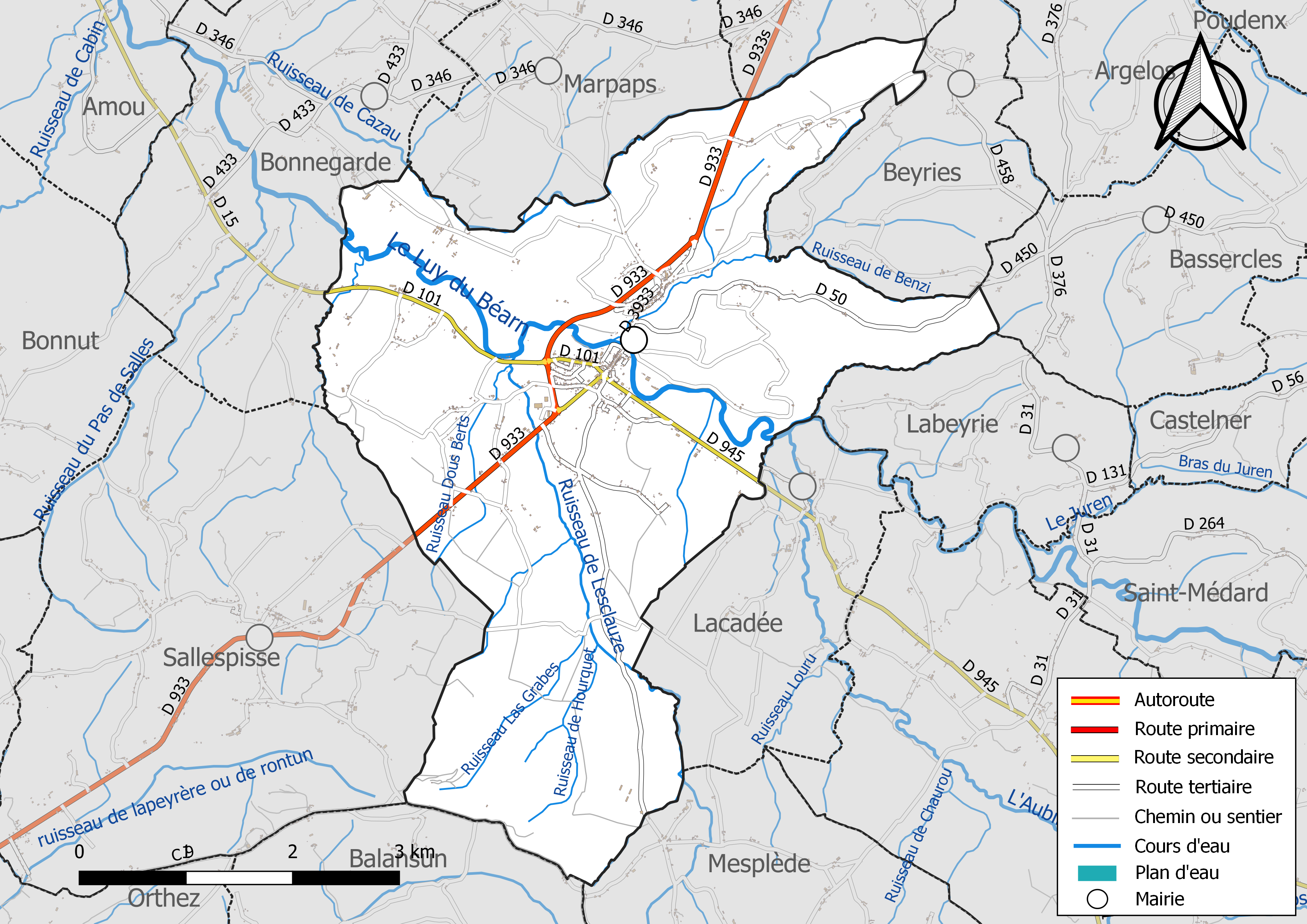
Réseaux hydrographique et routier de Sault-de-Navailles.

La commune est drainée par le Luy de Béarn, le ruisseau de Cazau, le ruisseau de Lesclauze*, le ruisseau de Benzi, le ruisseau de Hourquet, le ruisseau Dous Berts, le ruisseau Las Grabes, et par divers petits cours d'eau, constituant un réseau hydrographique de 30 km de longueur totale,.
Le Luy de Béarn, d'une longueur totale de 76,6 km, prend sa source dans la commune d'Andoins et s'écoule du sud-est vers le nord-ouest. Il traverse la commune et se jette dans le Luy à Gaujacq, après avoir traversé 30 communes.
* l'hydronyme "Lesclauze" est peut-être à rapprocher du béarnais l'esclause : l'écluse.

### Climat
Pour des articles plus généraux, voir Climat de la Nouvelle-Aquitaine et Climat des Pyrénées-Atlantiques.
Historiquement, la commune est dans une zone de transition entre les climats océaniques aquitain et basque.  
En 2020, Météo-France publie une typologie des climats de la France métropolitaine dans laquelle la commune est dans une zone de transition entre le climat océanique et le climat de montagne et est dans la région climatique Pyrénées atlantiques, caractérisée par une pluviométrie élevée (>1 200 mm/an) en toutes saisons, des hivers très doux (7,5 °C en plaine) et des vents faibles.
Pour la période 1971-2000, la température annuelle moyenne est de 13,5 °C, avec une amplitude thermique annuelle de 14,3 °C. Le cumul annuel moyen de précipitations est de 1 184 mm, avec 11,9 jours de précipitations en janvier et 7,8 jours en juillet. Pour la période 1991-2020, la température moyenne annuelle observée sur la station météorologique la plus proche, située sur la commune d'Orthez à 11 km à vol d'oiseau, est de 14,1 °C et le cumul annuel moyen de précipitations est de 1 211,5 mm,. Pour l'avenir, les paramètres climatiques de la commune estimés pour 2050 selon différents scénarios d’émission de gaz à effet de serre sont consultables sur un site dédié publié par Météo-France en novembre 2022.

### Milieux naturels et biodiversité
Les forêts occupent environ 20% du territoire communal,, ce qui est peu au regard de la moyenne nationale (31%), régionale (33%) ou même départementale (31%).
Les prairies représentent quant à elles environ 10%.
En matière de flore, 434 espèces de plantes vasculaires ont été recensées sur la commune. En matière de faune, 155 espèces animales y sont connues.

#### Site du conservatoire

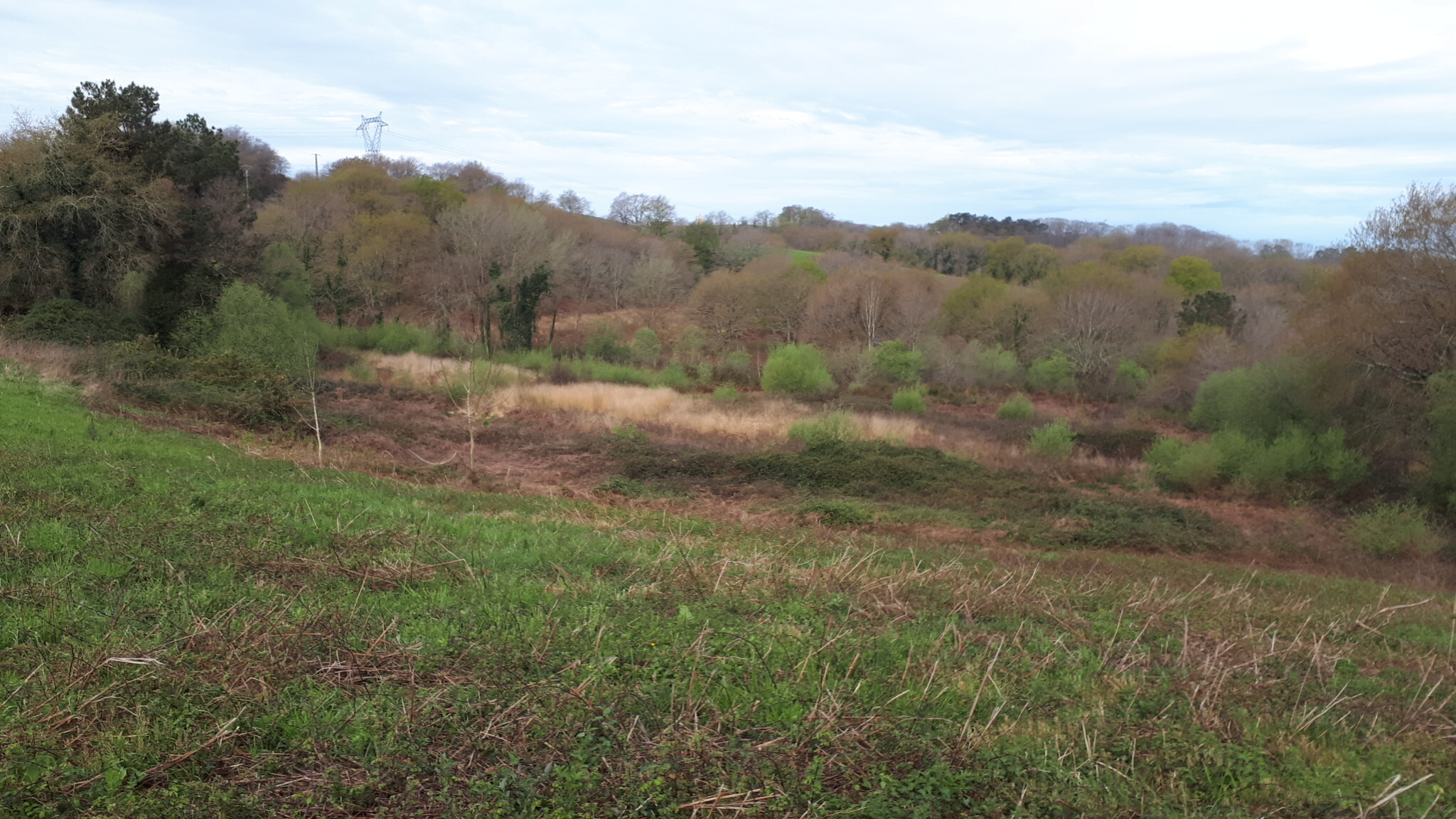
Touroun Sud (Landes de Sault-de-Navailles)

Les landes de Sault de Navailles sont un site naturel remarquable géré par le conservatoire d'espaces naturels de Nouvelle-Aquitaine. Il s'étend sur les coteaux au sud de la commune, à la limite de Balansun et Mesplède, sur les zones des sources des ruisseaux de las Grabas et de Hourquet.
Paysage et nature sauvage constituent les deux points forts de ce site composé de trois îlots de zones humides peu distants, situés sur le même bassin versant. Témoins des paysages anciens, les landes de Sévignacq, de Touroun sud et de Touroun nord renferment encore aujourd'hui des richesses écologiques.

On y trouve notamment des oiseaux comme la Bécasse, la Tourterelle, le Pic noir, le Martin-pêcheur, le Grèbe castagneux ; des papillons comme le Cuivré des marais et le Miroir, des libellules comme l'Agrion de Mercure, l'Agrion mignon, le Leste verdoyant, l'Æschne bleue, le Sympétrum commun, le Gomphe à crochets, le Caloptéryx hémorroïdal ; des amphibiens comme le Triton marbré, le Triton palmé, la Salamandre, la Grenouille verte et la Grenouille agile ou encore des reptiles comme le Lézard vivipare et la Couleuvre verte-et-jaune. En matière de flore, l'espèce la plus remarquable est la Gentiane des marais. La Lobélie brûlante, sans être une espèce protégée, est une espèce relativement rare à l'échelle du département.

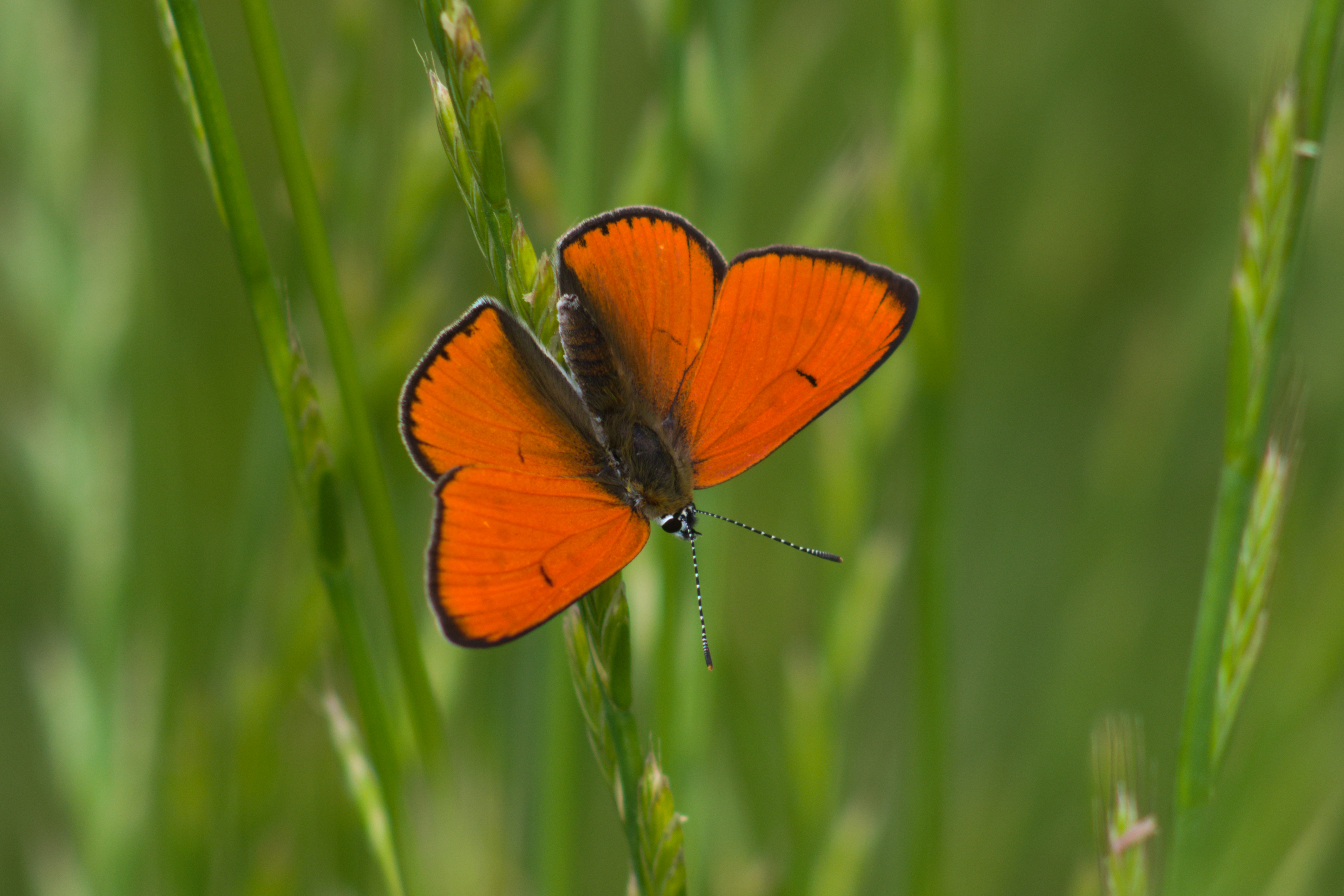
Cuivré des marais
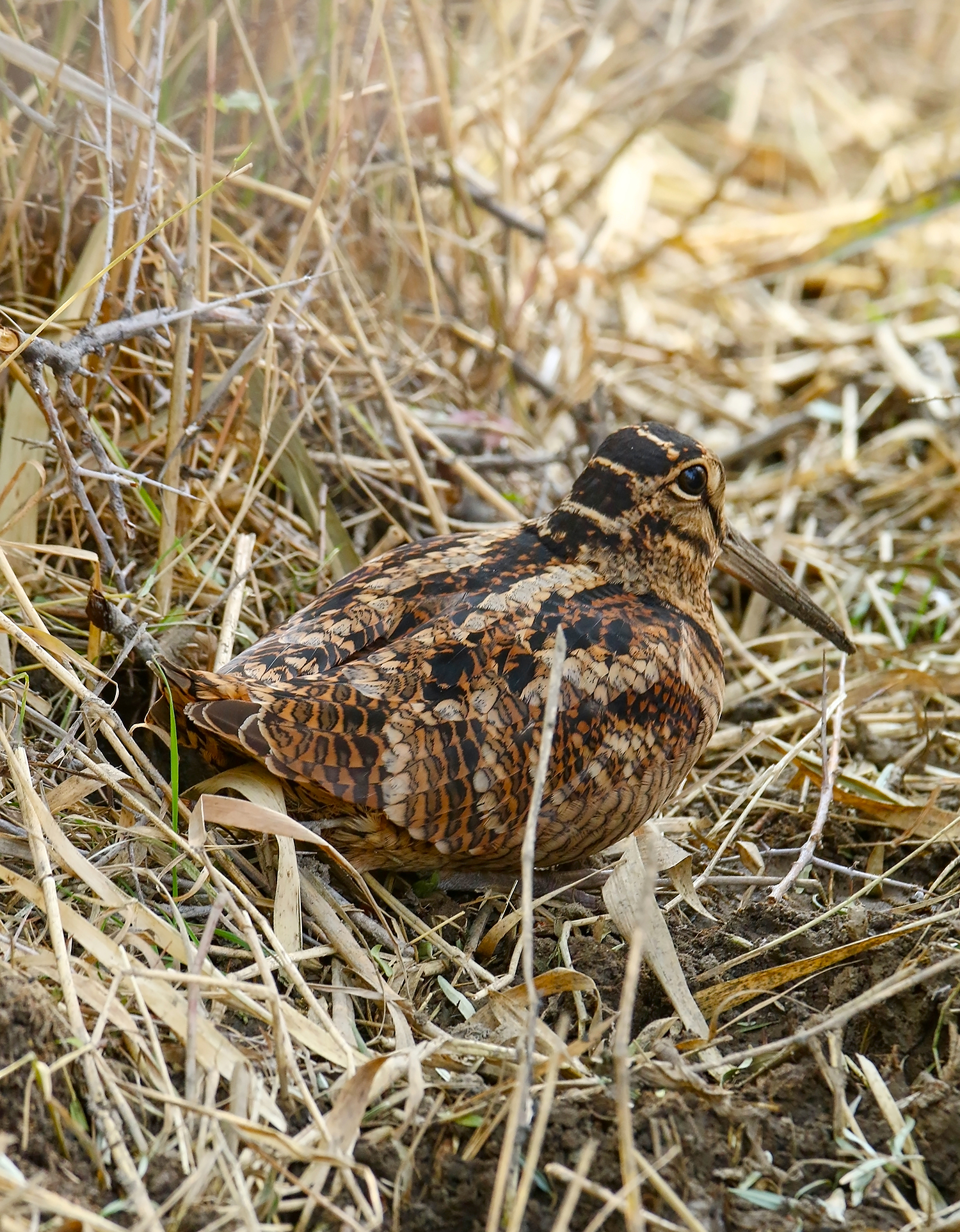
Bécasse des bois
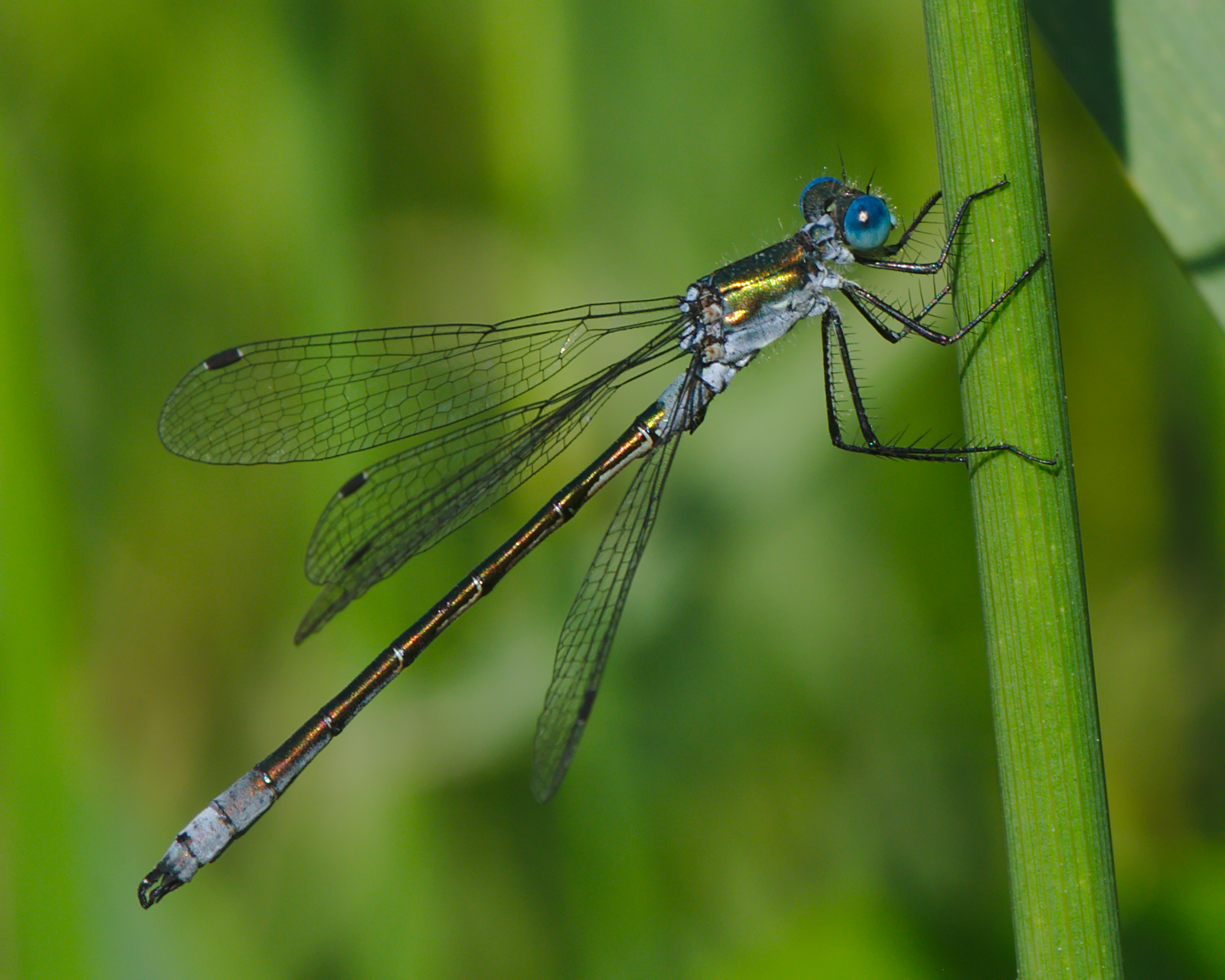
Leste verdoyant
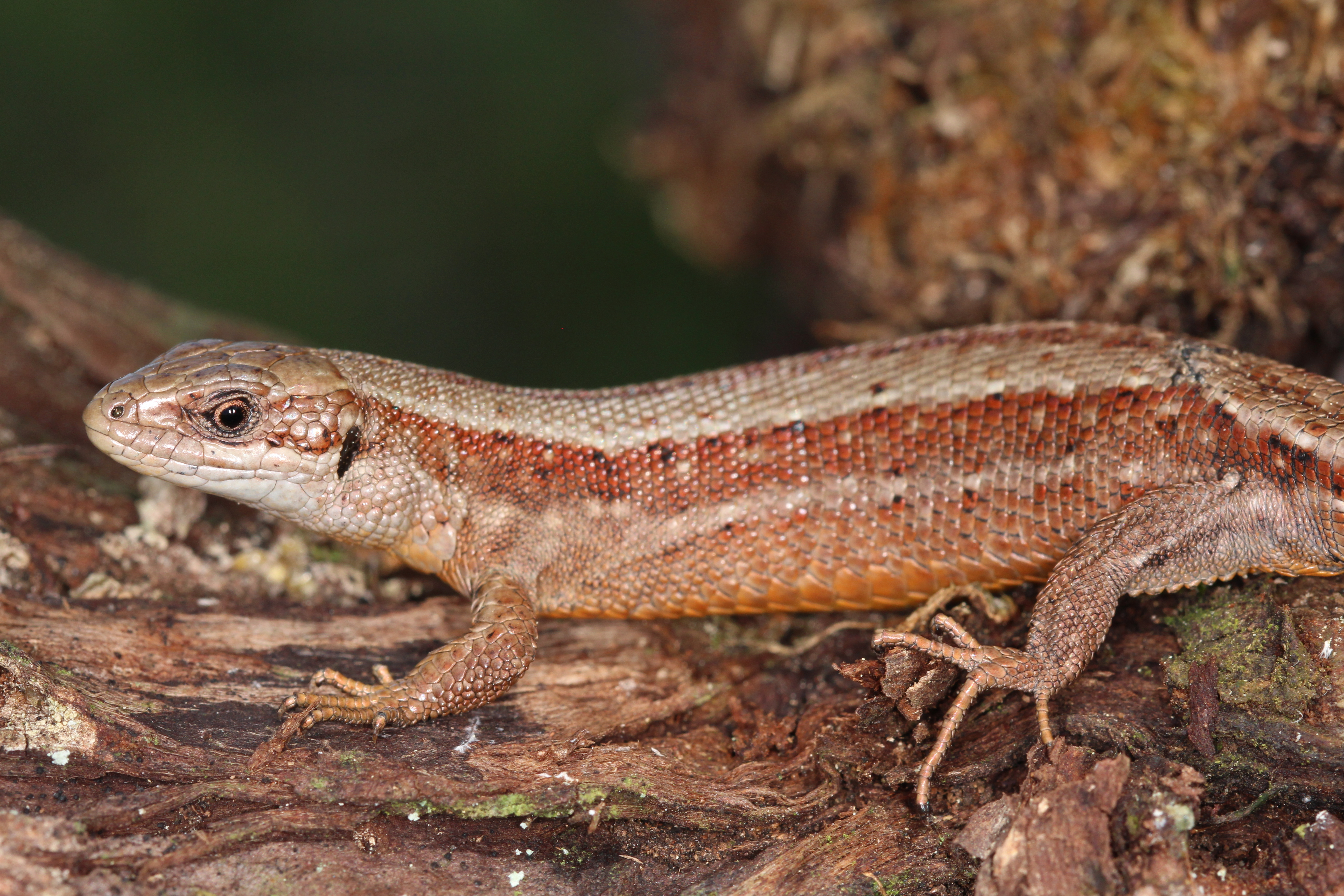
Lézard vivipare
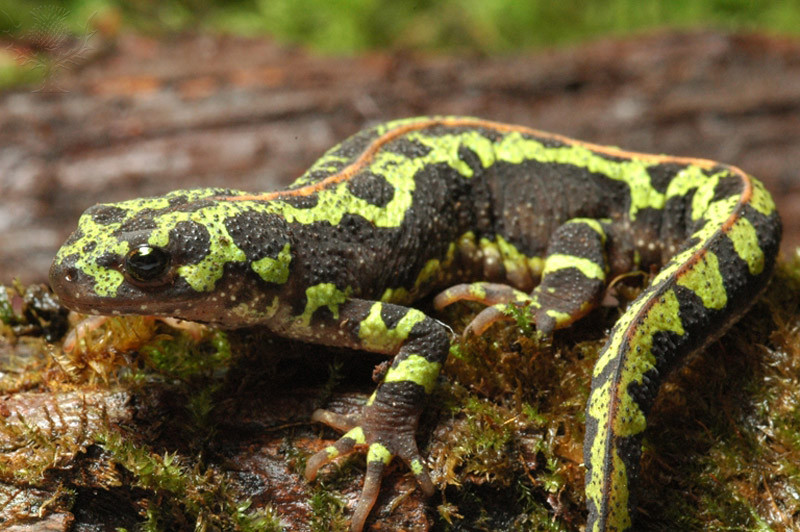
Triton marbré
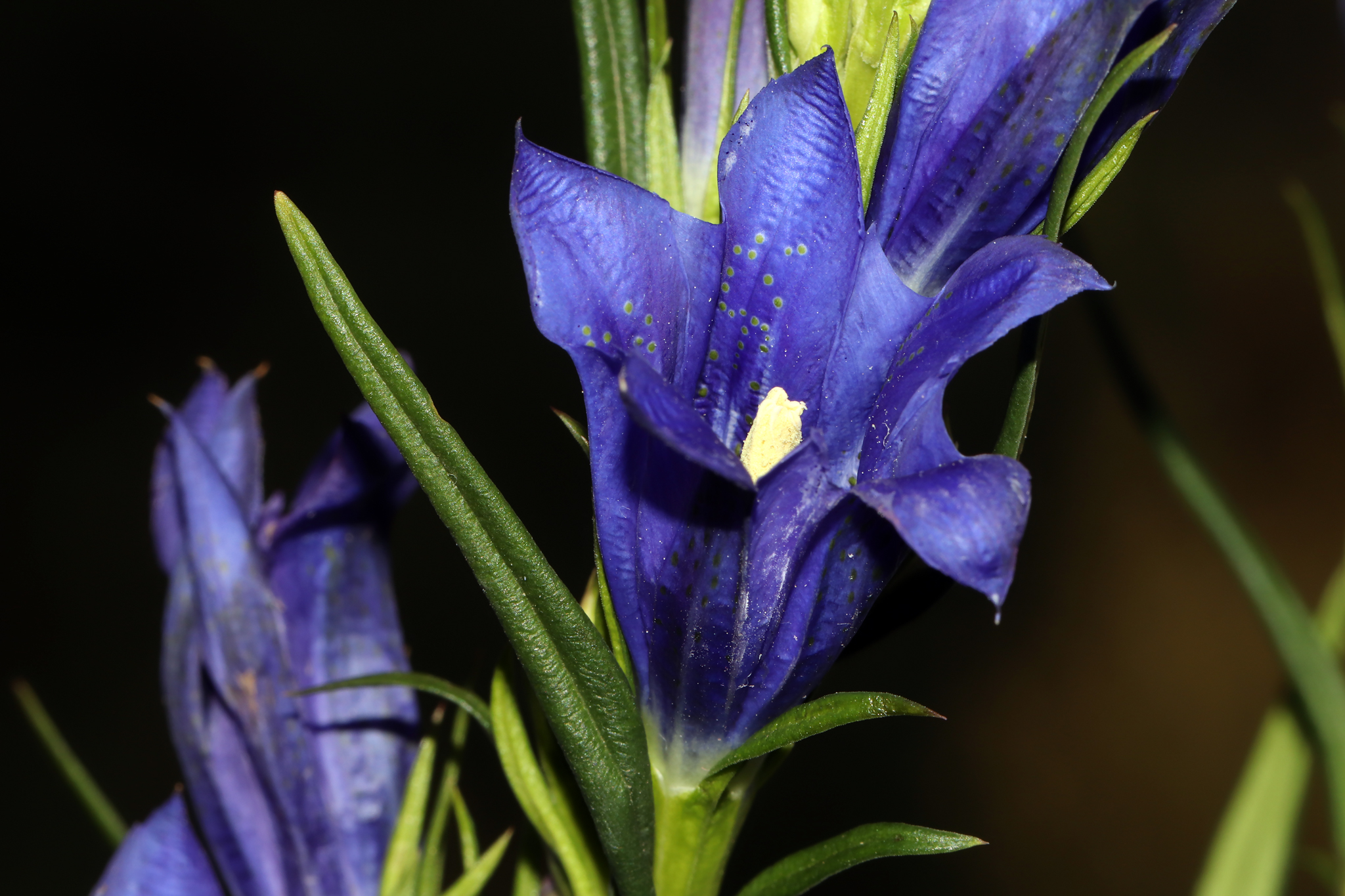
Gentiane des marais
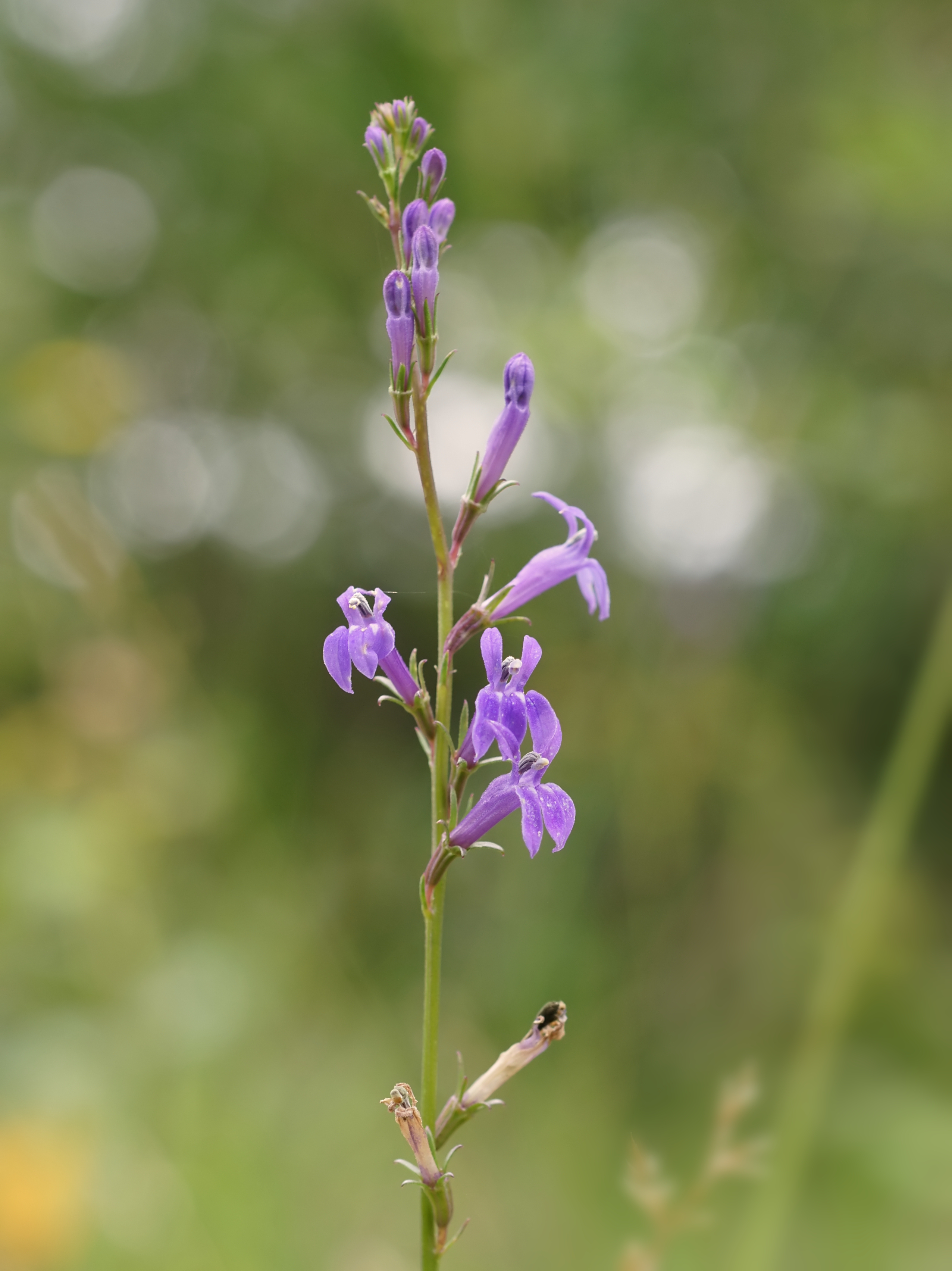
Lobélie brûlante

Par ailleurs, aucun autre espace naturel présentant un intérêt patrimonial n'est recensé sur la commune dans l'inventaire national du patrimoine naturel,,.

## Urbanisme

### Typologie
Au 1er janvier 2024, Sault-de-Navailles est catégorisée commune rurale à habitat dispersé, selon la nouvelle grille communale de densité à sept niveaux définie par l'Insee en 2022.
Elle est située hors unité urbaine. Par ailleurs la commune fait partie de l'aire d'attraction d'Orthez, dont elle est une commune de la couronne,. Cette aire, qui regroupe 26 communes, est catégorisée dans les aires de moins de 50 000 habitants,.

### Occupation des sols

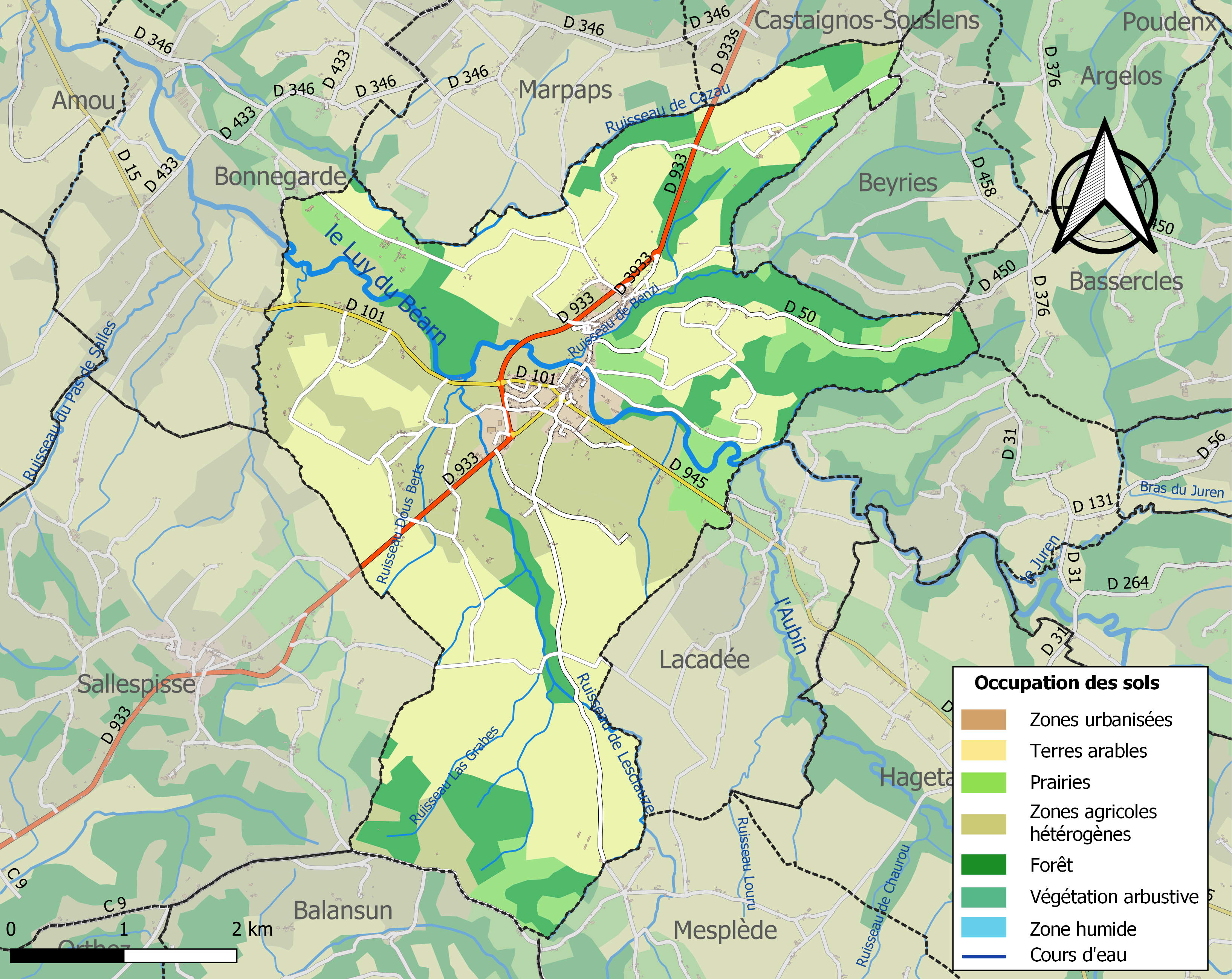
Carte des infrastructures et de l'occupation des sols de la commune en 2018 (CLC).

L'occupation des sols de la commune, telle qu'elle ressort de la base de données européenne d’occupation biophysique des sols Corine Land Cover (CLC), est marquée par l'importance des territoires agricoles (78,1 % en 2018), une proportion sensiblement équivalente à celle de 1990 (78,8 %). La répartition détaillée en 2018 est la suivante : 
terres arables (41,3 %), zones agricoles hétérogènes (26,2 %), forêts (18,6 %), prairies (10,6 %), zones urbanisées (3,3 %). L'évolution de l’occupation des sols de la commune et de ses infrastructures peut être observée sur les différentes représentations cartographiques du territoire : la carte de Cassini (XVIIIe siècle), la carte d'état-major (1820-1866) et les cartes ou photos aériennes de l'IGN pour la période actuelle (1950 à aujourd'hui).

### Lieux-dits et hameaux
- Bialé de Bas ;
- Bourg-Neuf ;
- Ger ;
- Marcadieu ;
- Serres ;
- Vignes.

### Risques majeurs
Le territoire de la commune de Sault-de-Navailles est vulnérable à différents aléas naturels : météorologiques (tempête, orage, neige, grand froid, canicule ou sécheresse), inondations et séisme (sismicité modérée). Un site publié par le BRGM permet d'évaluer simplement et rapidement les risques d'un bien localisé soit par son adresse soit par le numéro de sa parcelle.
Certaines parties du territoire communal sont susceptibles d’être affectées par le risque d’inondation par une crue à  débordement lent de cours d'eau, notamment le Luy du Béarn. La commune a été reconnue en état de catastrophe naturelle au titre des dommages causés par les inondations et coulées de boue survenues en 1982, 1983, 1992, 2008, 2009 et 2018,.

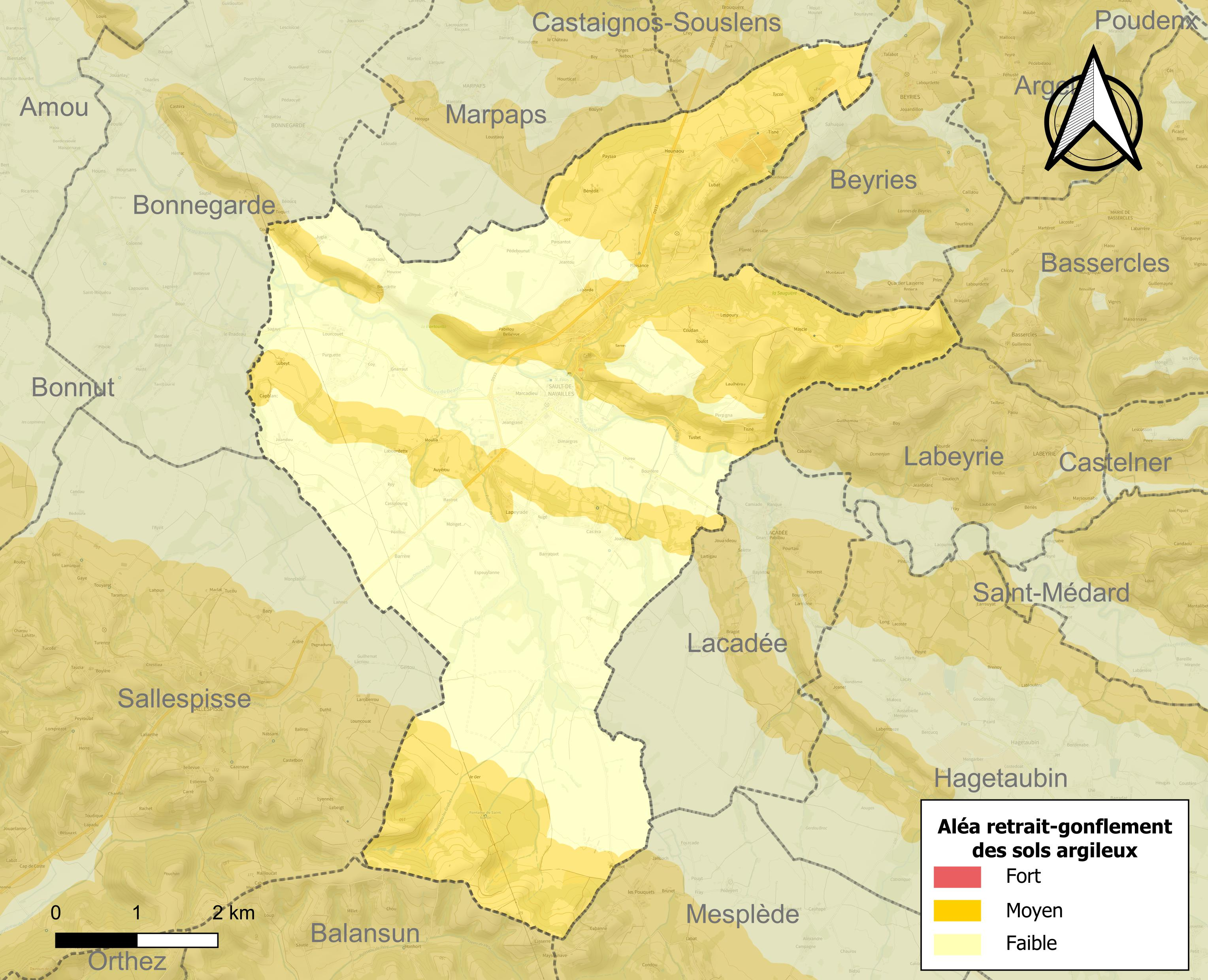
Carte des zones d'aléa retrait-gonflement des sols argileux de Sault-de-Navailles.

Le retrait-gonflement des sols argileux est susceptible d'engendrer des dommages importants aux bâtiments en cas d’alternance de périodes de sécheresse et de pluie. 47,5 % de la superficie communale est en aléa moyen ou fort (59 % au niveau départemental et 48,5 % au niveau national). Depuis le 1er octobre 2020, en application de la loi ELAN, différentes contraintes s'imposent aux vendeurs, maîtres d'ouvrages ou constructeurs de biens situés dans une zone classée en aléa moyen ou fort,.
Concernant les mouvements de terrains, la commune a été reconnue en état de catastrophe naturelle au titre des dommages causés par des mouvements de terrain en 1983.

## Toponymie
Le toponyme Sault-de-Navailles apparaît sous les formes Sanctus-Nicolaus de Saltu (1273, registres de Bordeaux), Salt (XIIIe siècle, collection Duchesne volume CXIV), Saltus et Navalliœ (1305, titres de Béarn), la vesiau de Saut (1321, cartulaire d'Orthez), las baronies de Navalhes et d'Essaut (1385, notaires de Navarrenx), Saut-de-Nabalhes (1457, notaires d'Assat), Saut et Nabalhes (1491, titres de Béarn) et Nostre-Done de Bournau de Saud (1505, notaires de Garos).
Sault vient du gascon saut qui signifie 'forêt' (latin saltus). L'ajout de Navailles (las navalhas, terres nouvelles) au toponyme s'explique par le mariage au XIIIe siècle d'une héritière de Sault avec un seigneur de Navailles (cf. Navailles-Angos).
Son nom béarnais est Saut-de-Navalhas ou Saut-de-Nabalhes.

## Histoire

### Moyen-Âge
Sault est le siège d'une vicomté à partir du XIe siècle et reçoit le nom de Navailles vers 1250, à la suite d'un mariage avec la maison de Navailles.
La cité se situe en Aquitaine le long du Luy de Béarn, à l'ancienne frontière avec le Béarn, ce qui lui vaut à maintes reprises la sollicitude de ce puissant voisin. Ainsi, durant les XIIIe et XIVe siècles, le vicomte saultois, mettant à profit les affrontements entre le vicomte de Béarn et le duc d'Aquitaine, soutient alternativement l'un ou l'autre.
Le château de Sault, érigé au XIIe siècle, a ainsi subi les assauts de l'un et de l'autre. Des vestiges de l'édifice ne reste qu'un pan de mur, la tour de 16 m s'étant effondrée faute d'entretien, dans la nuit du 31 janvier au 1er février 2021, sous les bourrasques de la dépression Justine.
La situation administrative de la cité et son statut religieux sont restés complexes au fil de l'histoire. En effet, trois évêchés se sont réparti les paroisses constituant la vicomté, le bourg de Sault étant lui-même partagé en deux paroisses distinctes dépendant l'une de l'évêché de Dax en Gascogne, l'autre de Lescar en Béarn. Paul Raymond note que Sault-de-Navailles fut au début du XIIe siècle le siège d'un archidiaconé du diocèse de Dax.
Le bourg de Sault-de-Navailles s'étire sur plus de 800 mètres. La route qui le traverse monte depuis la vallée ou suit la ligne de crête et vient mourir au pied du château. Les maisons s'installent de part et d'autre de la rue. Durant le Moyen Âge et l'époque moderne, le village possédait deux églises, l'une au pied du château et l'autre dans le bourg. L'église au pied du château fut détruite au XIXe siècle. À son emplacement, se trouve un calvaire. L'église du bourg possède un portail en arc brisé datant du XIVe siècle. De plan classique et rectangulaire, l'édifice aboutit sur une abside tout à fait ordinaire ; l'ensemble s'inscrivant dans un style plutôt roman avec quelques aspects gothiques, notamment le portail.
La commune, membre de la commanderie de Malte de Caubin et Morlaàs, faisait partie de la subdélégation de Saint-Sever (Landes). L'ordre y possédait la chapelle Saint-Jean.

### Époque moderne
Une ligne de chemin-de-fer reliant Sault-de-Navailles à Pau est concédée par le département des Basses-Pyrénées à la compagnie des tramways à vapeur de la Chalosse et du Béarn le 29 mars 1914.
En 1921 le matériel de la ligne de Sault à Hagetaubin, qui avait été démontée durant la guerre, est restitué et les travaux de reconstruction sont envisagés.
En 1925 un rapport du sénat propose de déclarer d'utilité publique l'électrification de la ligne de chemin de fer de Pau à Sault-de-Navailles.

## Politique et administration
| Période                                  | Période  | Identité            | Étiquette | Qualité |
| ---------------------------------------- | -------- | ------------------- | --------- | ------- |
| avant 1995                               | 1995     | René Lapeyre        |           |         |
| 1995                                     | 2008     | Michel Dupuy        |           |         |
| 2008                                     | 2020     | Alain Bouchecareilh |           |         |
| 2020                                     | En cours | Michel Dupuy        |           |         |
| Les données manquantes sont à compléter. |          |                     |           |         |

### Intercommunalité
La commune fait partie de trois structures intercommunales :
- la communauté de communes de Lacq-Orthez ;
- le syndicat eau et assainissement des Trois Cantons ;
- le syndicat d'énergie des Pyrénées-Atlantiques.

## Population et société

### Démographie
L'évolution du nombre d'habitants est connue à travers les recensements de la population effectués dans la commune depuis 1793. Pour les communes de moins de 10 000 habitants, une enquête de recensement portant sur toute la population est réalisée tous les cinq ans, les populations de référence des années intermédiaires étant quant à elles estimées par interpolation ou extrapolation. Pour la commune, le premier recensement exhaustif entrant dans le cadre du nouveau dispositif a été réalisé en 2004.

En 2022, la commune comptait 944 habitants, en évolution de +7,64 % par rapport à 2016 (Pyrénées-Atlantiques : +3,78 %, France hors Mayotte : +2,11 %).
| 1793  | 1800  | 1806  | 1821  | 1831  | 1836  | 1841  | 1846  | 1851  |
| ----- | ----- | ----- | ----- | ----- | ----- | ----- | ----- | ----- |
| 1 145 | 1 186 | 1 343 | 1 505 | 1 518 | 1 603 | 1 461 | 1 489 | 1 452 |

| 1856  | 1861  | 1866  | 1872  | 1876  | 1881  | 1886  | 1891  | 1896 |
| ----- | ----- | ----- | ----- | ----- | ----- | ----- | ----- | ---- |
| 1 408 | 1 303 | 1 275 | 1 147 | 1 210 | 1 168 | 1 170 | 1 046 | 995  |

| 1901 | 1906 | 1911 | 1921 | 1926 | 1931 | 1936 | 1946 | 1954 |
| ---- | ---- | ---- | ---- | ---- | ---- | ---- | ---- | ---- |
| 966  | 968  | 900  | 938  | 887  | 810  | 834  | 784  | 749  |

| 1962 | 1968 | 1975 | 1982 | 1990 | 1999 | 2004 | 2006 | 2009 |
| ---- | ---- | ---- | ---- | ---- | ---- | ---- | ---- | ---- |
| 757  | 764  | 763  | 778  | 799  | 785  | 836  | 837  | 816  |

| 2014 | 2019 | 2022 | - | - | - | - | - | - |
| ---- | ---- | ---- | - | - | - | - | - | - |
| 861  | 941  | 944  | - | - | - | - | - | - |

## Économie
L'activité est tournée essentiellement vers l'agriculture (élevage, polyculture, viticulture).

## Culture locale et patrimoine

### Patrimoine civil
- Ancien château de Sault[61].
- Château de Vignes[62].

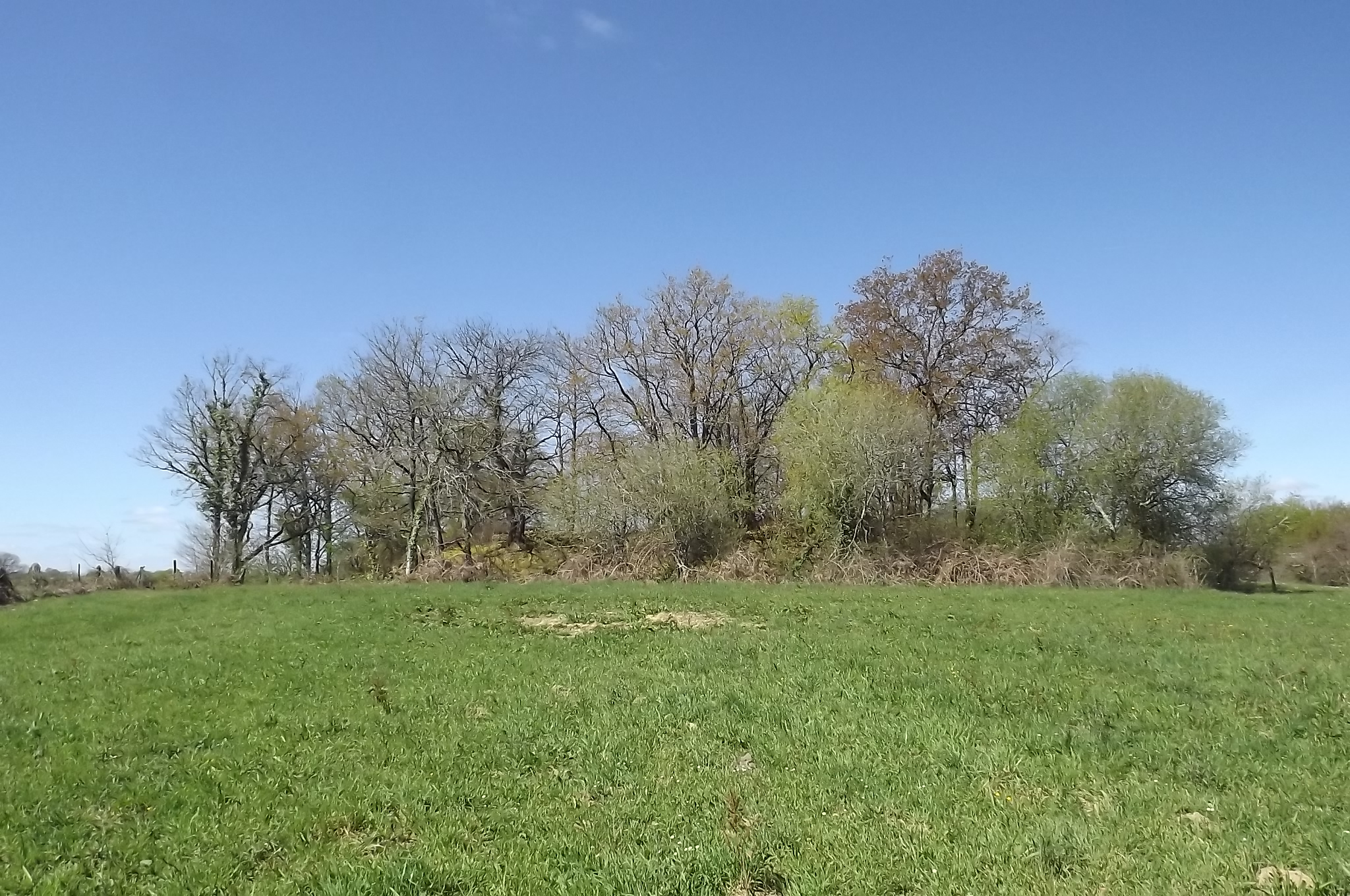
Ancienne redoute de Sévignacq, vue depuis l'Est

- Ancienne redoute de Sévignacq, vue depuis l'EstAncienne redoute de Sévignacq (au sud de la commune, chemin de Cabalé, à la limite avec Sallespisse et Balansun), celle-ci figure déjà sur le cadastre dit napoléonien, datant de 1828 pour la commune de Sault.

### Patrimoine religieux
La commune est une étape sur la via Lemovicensis (ou voie limousine ou voie de Vézelay), nom latin d'un des quatre chemins de France du pèlerinage de Saint-Jacques-de-Compostelle.

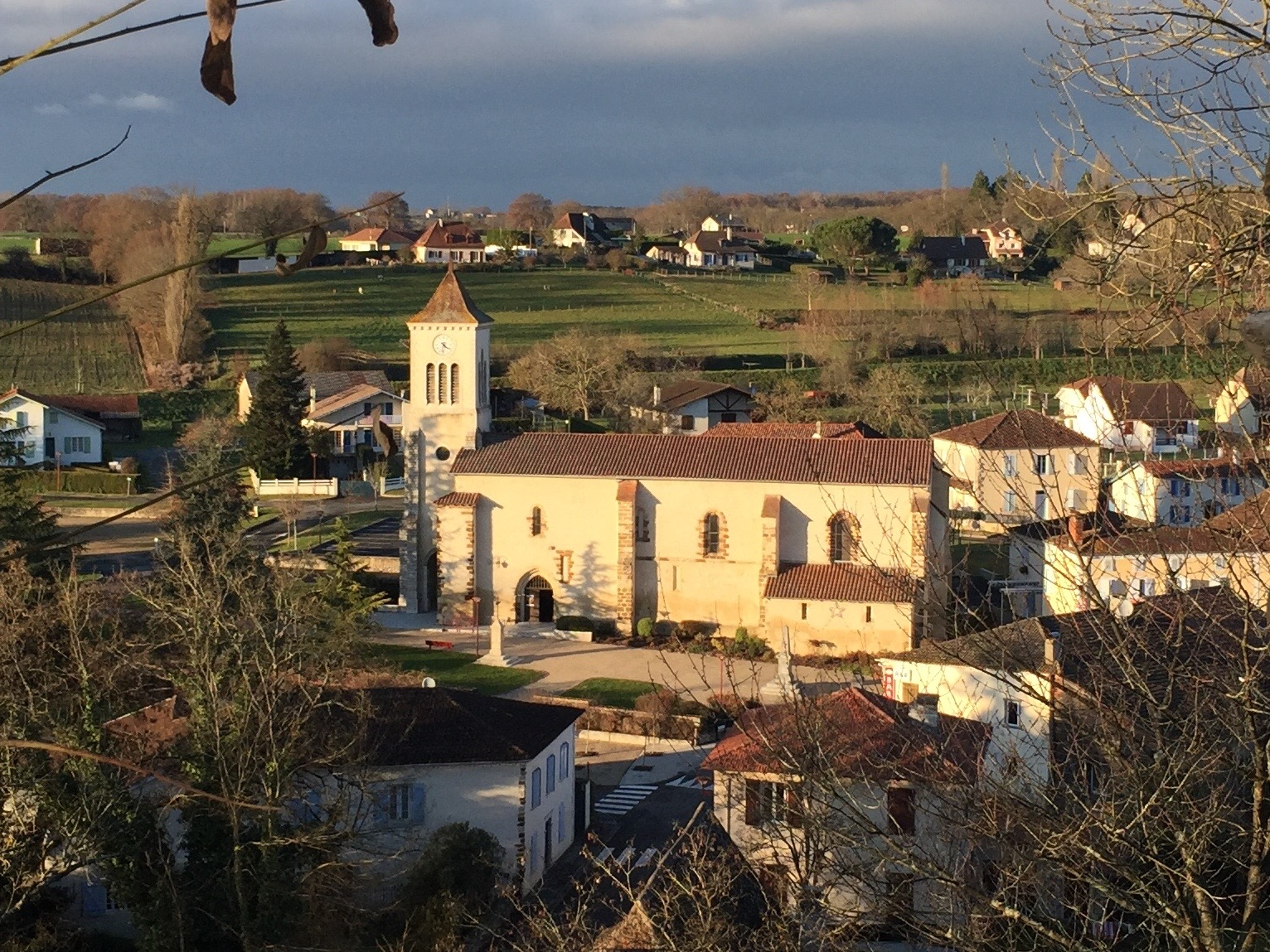
Église paroissiale de l'Assomption-de-la-Bienheureuse-Vierge-Marie.

### Héraldique
| Blason de Sault-de-Navailles | Blason  | Écartelé : aux 1) et 4) d'argent à un sanglier passant de sable ; aux 2) et 3) d'azur à l'aigle bicéphale au vol abaissé d'or |
| Blason de Sault-de-Navailles | Détails | Le statut officiel du blason reste à déterminer.                                                                              |

## Équipements

### Enseignement
La commune dispose d'une école primaire publique.

### Sports

#### Rugby
L'Union sportive de Sault-de-Navailles a été championne de France de 4e série en 1988 et championne de France de 1re série en 2011.